# Chlorophonia
A Cyanophonia a madarak osztályának verébalakúak (Passeriformes) rendjébe és a pintyfélék (Fringillidae) családjába tartozó nem. Három fajt egyes szervezetek a Euphonia nembe sorolnak.

## Rendszerezésük
A nemet Charles Lucien Jules Laurent Bonaparte francia zoológus írta le 1851-ban, az alábbi fajok tartoznak ide:
- Chlorophonia elegantissima[1] vagy Euphonia elegantissima[2]
- kékfejű kántokmadár (Chlorophonia musica[1] vagy Euphonia musica)[2]
- aranyhátú eufónia (Chlorophonia cyanocephala[1] vagy Euphonia cyanocephala)[2]
- Chlorophonia cyanea
- Chlorophonia pyrrhophrys
- Chlorophonia flavirostris
- kékkoronás kántokmadár (Chlorophonia occipitalis)
- Chlorophonia callophrys

## Előfordulásuk
Mexikó, Közép-Amerika és Dél-Amerika területén honosak. Természetes élőhelyeik a szubtrópusi vagy trópusi esőerdők, erdők és cserjések, valamint emberi környezet. Állandó, nem vonuló fajok.

## Megjelenésük
Testhosszuk 10-13 centiméter körüli.